# Vietnam en los Juegos Olímpicos de Seúl 1988
Vietnam estuvo representado en los Juegos Olímpicos de Seúl 1988 por nueve deportistas, ocho hombres y una mujer, que compitieron en seis deportes.
El portador de la bandera en la ceremonia de apertura fue el atleta Nguyễn Ðình Minh. El equipo olímpico vietnamita no obtuvo ninguna medalla en estos Juegos.